# Lakatjärnen (Nederkalix socken, Norrbotten)
Lakatjärnen är en sjö i Kalix kommun i Norrbotten och ingår i Kalixälvens huvudavrinningsområde. Sjön har en area på 0,0875 kvadratkilometer och ligger 63 meter över havet.

## Delavrinningsområde
Lakatjärnen ingår i det delavrinningsområde (733981-182549) som SMHI kallar för Utloppet av Stor-Lappträsket. Medelhöjden är 67 meter över havet och ytan är 24,18 kvadratkilometer. Räknas de 2 avrinningsområdena uppströms in blir den ackumulerade arean 37,95 kvadratkilometer. Kvarnån som avvattnar avrinningsområdet har biflödesordning 2, vilket innebär att vattnet flödar genom totalt 2 vattendrag innan det når havet efter 29 kilometer. Avrinningsområdet består mestadels av skog (77 procent). Avrinningsområdet har 4,04 kvadratkilometer vattenytor vilket ger det en sjöprocent på 16,7 procent.